# Atacul cu rachete asupra gării din Kramatorsk
La 8 aprilie 2022, o rachetă rusească       a lovit gara orașului ucrainean Kramatorsk în timpul invaziei ruse a Ucrainei. Atacul a ucis 59 de civili (inclusiv 7 copii) și a rănit peste 110.   Autoritățile ruse au negat responsabilitatea și au atribuit atacul Ucrainei.  Potrivit BBC și Bellingcat⁠(d), direcția din care a venit racheta este necunoscută din aprilie 2022.  

## Context
În timpul invaziei ruse, care a început pe 24 februarie, forțele ruse au intrat în Ucraina cu scopul de a ajuta Republicile Populare separatiste Donețk și Lugansk să pună mâna pe porțiunile regiunilor Donețk și Lugansk care erau încă controlate de guvernul ucrainean. Soldații Forțelor Armate ale Ucrainei staționați la Sloviansk și Kramatorsk au jucat un rol cheie în rezistența ofensivei ruse. 
În noaptea de 7 aprilie, canalul pro-rus Telegram ZАПИСКИ VЕТЕРАНА („Notele veteranilor”) i-a avertizat pe civili să nu evacueze din Sloviansk și Kramatorsk pe căile ferate.   În jurul orei 10:10 a doua zi dimineață, cu puțin timp înainte de bombardarea gării din Kramatorsk, Ministerul rus al Apărării a anunțat că a lovit gările din Sloviansk, Pokrovsk și Barvinkove cu „rachete aeriene de înaltă precizie”.   

## Atacul

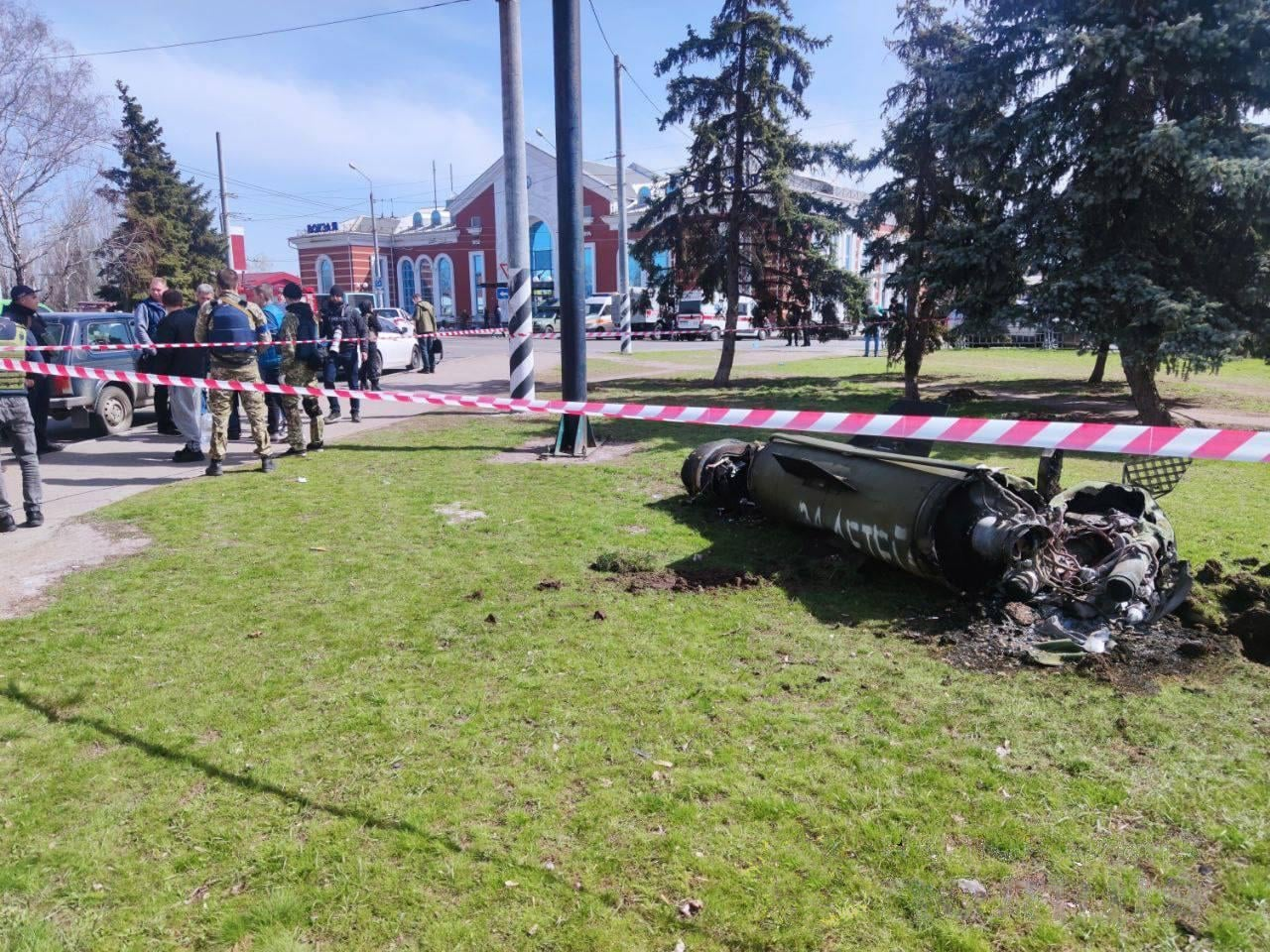
Resturi de la una dintre rachete, cu gara vizibilă în fundal. Jumătatea superioară a inscripției ЗА ДЕТЕЙ ("[în răzbunare] pentru copii") este vizibilă.

Potrivit guvernului ucrainean, între 1000 și 4000 de civili, în principal femei și copii, au fost prezenți în stație, așteptând evacuarea din regiune, care era țintabombardamentelor rusești.  
La 10:24 și 10:25, mass-media afiliată Republicii Populare Donețk a publicat videoclipuri în care sunt lansate o pereche de rachete din Șahtarsk, un oraș aflat sub control separatist .  La aproximativ 10:30, două rachete au căzut în apropierea clădirii gării din Kramatorsk , iar primele rapoarte au fost publicate în presa ucraineană în jurul orei 10:45. 
Un voluntar al World Central Kitchen care a asistat la atacul din Kramatorsk a spus că a auzit „între cinci și zece explozii”.  Rapoartele au descris scena ca fiind extrem de sângeroasă, mai multe persoane și-au pierdut membre din cauza exploziilor. Corpurile victimelor erau împrăștiate în mijlocul bagajelor abandonate.  
Rachetele au fost inițial identificate greșit drept rachete balistice Iskander⁠(d) .  Pavlo Kîrîlenko, guvernatorul regiunii Donețk, a precizat mai târziu că au fost mai degrabă rachete Tocika-U înarmate cu muniții cu dispersie . 
Rămășițele uneia dintre rachete aveau cuvintele rusești ЗА ДЕТЕЙ ( za detey ), însemnând „[în răzbunare] pentru copii”, pictate în alb pe exterior.  De asemenea, purta numărul de serie Ш91579, despre care anchetatorii au spus că ar putea ajuta la urmărirea lui până la arsenalul său original.  

## Reacții

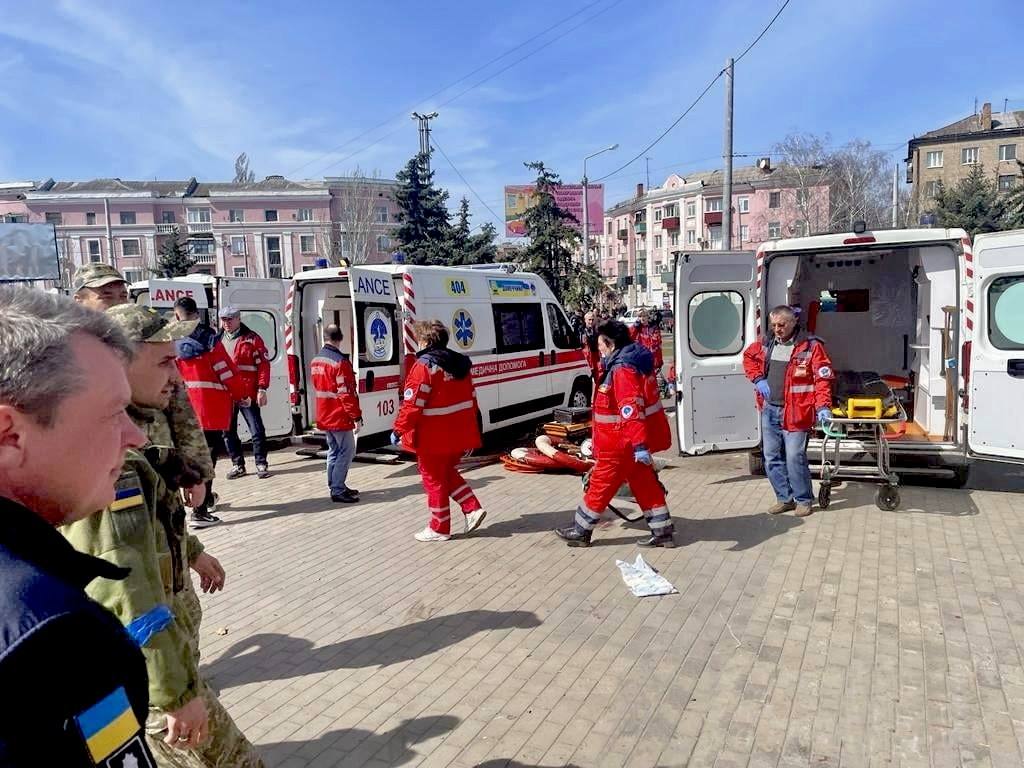
Serviciile de urgență la locul incidentului.

Președintele ucrainean Volodimir Zelenski a descris Rusia drept „un rău fără limite”. 
Președintele Comisiei Europene, Ursula von der Leyen, care a vizitat Ucraina în ziua atacului, a condamnat atacul drept „disprețuitor”.  Ministrul francez de externe Jean-Yves Le Drian a descris atacul drept „ crimă împotriva umanității ”, spunând că nu poate rămâne nepedepsit,  în timp ce secretarul britanic al Apărării, Ben Wallace⁠(d), l-a condamnat drept crimă de război . 
Oleksandr Kamîșin, președintele Căilor Ferate Ucrainene, a descris evenimentul ca fiind o „lovitură țintită adusă infrastructurii de călători a căii ferate și locuitorilor orașului Kramatorsk”.  Serviciul de Securitate al Ucrainei a deschis o procedură penală în temeiul articolului 438 din Codul penal. 
Analistul Royal United Services Institute, Justin Bronk, a spus că Rusia urmărește să deterioreze infrastructura de transport ucraineană pentru a îngreuna deplasarea forțelor ucrainene în jurul Donbasului. El a mai sugerat că Rusia a optat pentru racheta de tip Tocika-U datorită utilizării acesteia de către armata ucraineană, pentru a „înnoroi apele”.  Pentagonul a evidențiat responsabilitatea Rusiei pentru atac, precum și importanța strategică a nodului feroviar.  

### Reacția Rusiei și al susținătorilor săi
Inițial, mass-media de stat rusă și canalele de telegramă pro-ruse   au susținut atacuri aeriene ruse de succes asupra unei ținte de transport militar din Kramatorsk. După ce a devenit clar că rachetele au ucis civili, cu toate acestea, rapoartele anterioare au fost redactate, guvernul rus a negat responsabilitatea pentru atac, iar Ministerul rus al Apărării l-a caracterizat drept o farsă ucraineană.   Ministerul rus al Apărării a susținut că rachetele au fost lansate de forțele ucrainene din orașul Dobropillia, la sud-vest de Kramatorsk.  
Presa rusă a mai spus că numărul de serie al rachetei era în același interval ca cel folosit de forțele ucrainene. Numerele de serie nu pot fi folosite pentru a dovedi care parte a tras racheta, deoarece toate Tocika-U au fost fabricate într-un singur loc din Rusia și distribuite de acolo în Uniunea Sovietică. Ca urmare, a existat, de exemplu, o potrivire strânsă a numărului de serie între un Tochka-U folosit de Rusia în Siria și unul folosit de Ucraina în Snijne .    Mai mult, atât Rusia, cât și Ucraina au folosit pe scară largă munițiile capturate din cealaltă parte.  
Un clip video fals cu o siglă simulată a BBC, care atribuie vina forțelor ucrainene, a circulat pe canalele de telegramă pro-ruse din 10 aprilie. Videoclipul a fost difuzat și la televiziunea de stat rusă. BBC nu a produs niciun astfel de videoclip.  

### Evaluarea reacției rusești
Ministerul rus al Apărării a susținut că forțele lor nu mai folosesc rachete Tocika-U. Cu toate acestea, Amnesty International, jurnaliștii de investigație ai Echipei de informații privind conflictul și o serie de experți militari au raportat deja utilizarea Tocika de către forțele ruse în mai multe părți ale Ucrainei înainte de lovitura de la Kramatorsk.  Mai mult, anchetatorii de la Proiectul Hajun din Belarus au publicat videoclipuri cu mai multe camioane rusești cu rachete Tocika, care se îndreptau din Belarus către Ucraina, cu marcajul „V”, pe 5 și 30 martie.  Institutul pentru Studierea Războiului a evaluat că Armata combinată a 8-a de gardă rusă, care activează în zona Donbas, este echipată cu rachete Tocika-U.  Rapoartele de știri rusești și filmările din rețelele sociale au arătat Brigada de rachete 47, parte a Armatei a 8-a de arme combinate a Rusiei, afișând rachete Tocika-U la evenimente publice din 2021, inclusiv la parada Zilei Victoriei de la Krasnodar . 
La 14 aprilie, Bellingcat⁠(d) a declarat că dovezile open source au rămas insuficiente pentru a stabili direcția din care a fost lansată racheta. 
La 18 aprilie, PolitiFact⁠(d) a evaluat posibilitatea ca incidentul să fie un steag fals, concluzionand că „nu există nicio dovadă credibilă că Ucraina ar fi fost în spatele atacului din 8 aprilie de la gara Kramatorsk”. 

## Vezi si
- - Zborul 17 al Malaysia Airlines